# Qaugaut

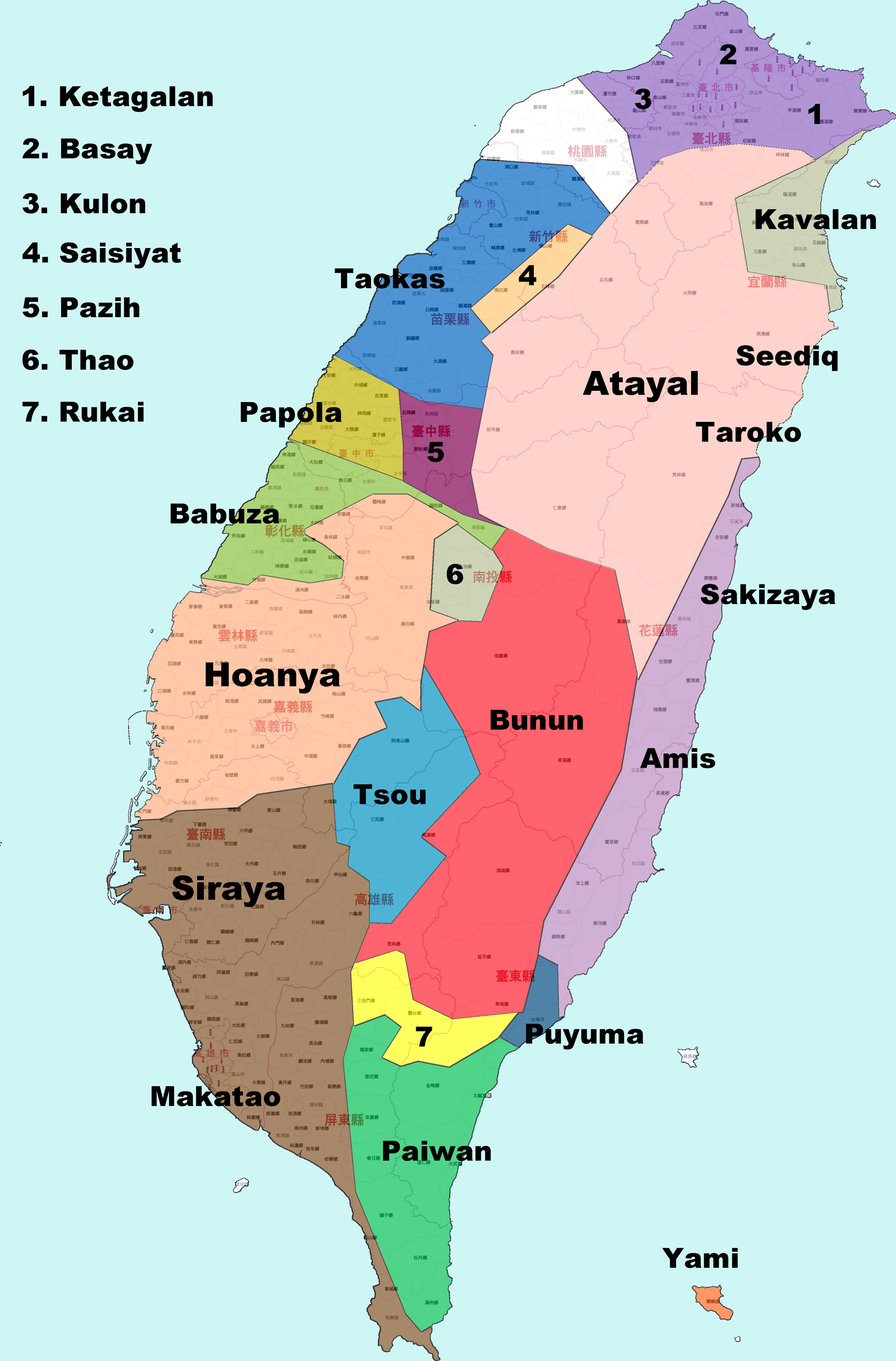
Répartition des groupes aborigènes de Taïwan.

Les Qaugaut sont l'un des groupes aborigènes de Taïwan, mais ne sont pas reconnus officiellement par la République de Chine.